# 山階宮武彥王
山階宮武彥王（やましなのみや たけひこおう，1898年2月13日—1987年8月10日），日本舊皇族。山階宮菊麿王與菊麿王妃範子第一王子。海軍軍人，最高軍階為海軍少佐。

## 經歷

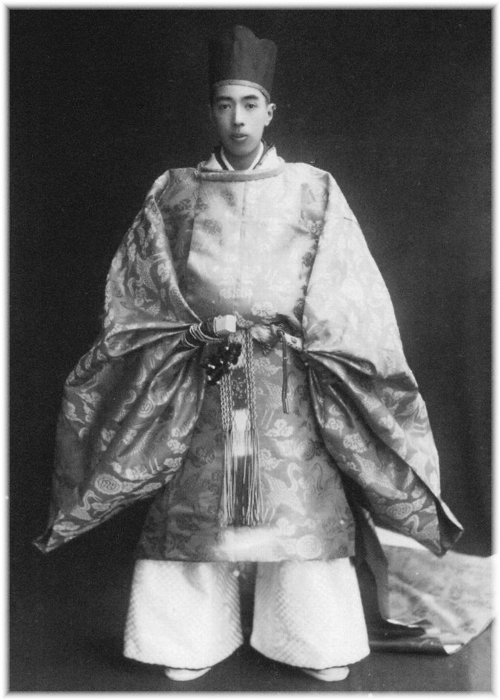
武彥王

1908年（明治41年），父親菊麿王薨去，於是其繼承山階宮。1918年（大正7年）11月，畢業於海軍兵學校（46期）。1946年（昭和21年）5月23日，成為貴族院議員。

## 年表
- 明治31年（1898年）2月13日，於東京市麴町區富士見町山階宮邸出生。
- 明治31年（1898年）2月15日，被命名。御印為梅。
- 大正4年（1915年）7月13日，學習院中等科中途退學。
- 大正4年（1915年）9月4日，海軍兵學校入學。
- 大正7年（1918年）4月13日，成年式。
- 大正7年（1918年）11月21日，自海軍兵學校畢業、成為海軍少尉候補生。
- 大正8年（1919年）8月1日，就任海軍少尉。
- 大正8年（1919年）8月6日，敘勲一等、授旭日桐花大綬章。
- 大正9年（1920年）12月1日，入橫須賀海軍航空隊、成為皇族首位學習航空術。
- 大正10年（1921年）12月1日，升海軍中尉。
- 大正11年（1922年）7月19日，與佐紀子女王（賀陽宮邦憲王二女）結婚。
- 大正12年（1923年）9月1日，關東大地震，懷妊中的佐紀子女王同胎中小孩死去。從此以後，患上了神經過敏症。
- 大正13年（1924年）3月，轉住拜島別邸。
- 大正13年（1924年）12月1日，升海軍大尉。
- 昭和4年（1929年）11月30日，升海軍少佐。
- 昭和7年（1932年）11月30日，改編入預備役。
- 昭和20年（1945年）3月9日，東京大空襲導致本邸一部分燒毀。四月十四日，空襲本邸大半燒毀。
- 昭和20年（1945年）4月22日，轉住別邸。
- 昭和20年（1945年）5月25日，因空襲本邸全燒毀。
- 昭和21年（1946年）10月22日，轉住鎌倉邸。
- 昭和22年（1947年）10月14日，皇籍離脫，賜姓山階。
- 昭和62年（1987年）8月10日，死去。享壽八十九歲。